# Johann Christian Fabricius
Johan(n) Christian Fabricius (Tønder, 7 januari 1745 – Kiel, 3 maart 1808) was een Deens entomoloog.

## Biografie
Fabricius ging naar het gymnasium in Altona bij Hamburg, toen een Deense stad, en in 1762 ging hij aanvankelijk in Kopenhagen studeren, maar hij trok datzelfde jaar met een vriend en verwant (Johan Zoëga) naar Uppsala waar hij onder Linnaeus twee jaar studeerde. Hij reisde door grote delen van Europa om insecten te verzamelen en collecties te bestuderen. In 1766 bezocht hij Leiden, Den Haag, Amsterdam en Delft. In 1769 keerde hij terug naar Kopenhagen waar hij buitengewoon hoogleraar werd aan de universiteit aldaar. In 1770 werd hem de doctorstitel in de geneeskunde verleend. 's Zomers verzamelde en studeerde hij de jaren daarna in Engeland en 's winters was hij in Kopenhagen. In 1775 publiceerde hij zijn Systema entomologiae.
Hij beschreef veel soorten voor het eerst, waaronder 234 soorten Scarabaeidae. Hij verkondigde voor zijn tijd progressieve theorieën, zoals dat nieuwe soorten en variëteiten konden ontstaan door hybridisatie en door invloed van de omgeving op anatomische structuur en functie. Zijn taxonomie legde de nadruk op de structuur van de monddelen van insecten meer dan op de structuur van de vleugels.
Hij was vanaf 1771 hoogleraar in de natuurlijke historie (en economie) aan de Universiteit van Kiel. In deze tijd was hij 's winters in Kiel en 's zomers in Parijs of Londen te vinden, en werkte samen met autoriteiten als Cuvier, Lamarck, Latreille, Geoffroy en Olivier.

## Werken
- 1775 – Systema entomologiae[1]
- 1776 – Genera insectorum[2]
- 1781 – Species insectorum[3]
- 1787 – Mantissa insectorum[4]
- 1792-1798 – Entomologia systematica[5] I-IV, suppl.
- 1796 – Nomenclator entomologicus[6]
- 1802 – Faune parisienne[7]
- 1803 – Systema rhyngotorum[8]
- 1804 – Systema piezatorum[9]
- 1805 – Systema antliatorum[10]
- 1807 – Systema glossatorum[11]